# Cyril Martin
Cyril Martin (* 31. Oktober 1918 in London; † 10. Juni 1983 ebenda) war ein englischer Fußballspieler.

## Karriere
Der lediglich 157 Zentimeter große Mittelfeldspieler Martin spielte nach dem Ende des Zweiten Weltkriegs im Trikot des Londoner Stadtteilvereins FC Bromley, der im englischen Amateurfußball antrat. 1947 schaffte er den Sprung in den Profifußball, den er durch einen Wechsel zum französischen Erstligisten Olympique Marseille erreichte. Am 24. August 1947 debütierte der Brite bei einem 3:2-Erfolg gegen den FC Toulouse in der höchsten französischen Spielklasse und konnte sich in der nachfolgenden Zeit als Stammspieler im Team festsetzen. 
Martin diente dem französischen Klub regelmäßig als Torschütze, wobei er auf zehn Treffer im Verlauf der Spielzeit 1947/48 kam, und war Teil einer Mannschaft, die am Saisonende 1947/48 den Gewinn der nationalen Meisterschaft feiern konnte. Dennoch entschied sich der Profi nach 26 Erstligapartien in Frankreich, von denen er die letzte am 30. Mai 1948 bei einem 2:2 gegen den FC Sochaux bestritten hatte, für eine Rückkehr zu seinem englischen Ex-Verein aus Bromley. Dies bedeutete für den damals 29-Jährigen das Ende seiner ein Jahr andauernden Profilaufbahn. Er verbrachte ein weiteres Jahr im Amateurbereich, ehe er 1949 mit dem Fußballspielen aufhörte.